# 伊達宗綱
伊達 宗綱（だて むねつな）は、鎌倉時代中期の御家人。通称は甲斐小太郎。伊達氏5代当主。

## 概要
伊達政依の嫡男。子に基宗、宗昌（彦二郎）、瀬上行綱（肥後守、瀬上五郎）がいる。
弟の宗弘は白石長俊の養嗣子となり、白石氏を称している。
なお、同時代に但馬伊達氏の伊達朝綱の息子にも同名の人物が存在する（通称は修理亮三郎）。

## 関連作品
- 政宗ダテニクル（声：KENN）2016年のアニメ作品および2021年の劇場アニメ作品。福島県伊達市のご当地アニメとしてガイナが制作。